# یوویت
یوویت  (به انگلیسی: Uvite) با فرمول شیمیایی CaMg3(Al5Mg)[(OH)4-(BO3)3-Si6O18] کانی کمیابی است که در سنگ‌های آتشفشانی سرشار از کلسیم یافت می‌شود. خواص فیزیکی و شیمیایی آن شبیه تورمالین است و کانی‌های مشابه آن دراویت و بوئرژریت است. در ترکیب شیمیایی درصد بزرگی از Ca و Mg و درصد کمی از Al وجود دارد ترکیب شیمیایی بسیار متغیر با انکلوزیون‌های مهم Fe۳+ , Mn , Ca و گاه حتی Cr , Ti , V , Li و ... 
یوویت از نام ایالت Uva در سری لانکا گرفته شده‌است این کانی برای اولین بار در چک اسلواکی کشف شد و از نظر شکل بلور: کوچک، رنگ: قهوه‌ای زرد - قهوه‌ای تا قهوه‌ای سیاه - استثنائا آبی سیاه، شفافیت: غیر شفاف - نیمه شفاف، شکستگی: صدفی - نامنظم، رخ: ناکامل - مطابق با سطح  است  و منشأ تشکیل آن پگماتیت - اسکارن است.
از یوویت ندرتاََ به عنوان سنگ تزئینی استفاده می‌شود و به دلیل بلورهای بزرگی که دارد گاهی مورد توجه مجموعه‌داران قرار می‌گیرد. از نظر ژیزمان بلوری - دانه‌ای متراکم - شعاعی - رشته‌ای تقریباََ کمیاب است و بیشتر در چک اسلواکی، روسیه، سری لانکا، کانادا، چین یافت می‌شود.

## منبع
- پردیس کشاورزی ایران